# الکسی الکسویچ گرمن
الکسی الکسویچ گرمن (روسی: Алексей Алексеевич Герман؛ زاده ۴ سپتامبر ۱۹۷۶) یک کارگردان و فیلم‌نامه‌نویس اهل روسیه است. وی فرزند سینماگر معروف الکسی یوریویچ گرمن است. الکسی الکسویچ گرمن در سال ۲۰۰۱ از مؤسسه سینمایی گراسیموف فارغ‌التحصیل شد.

## زندگی‌نامه
الکسی الکسویچ گرمن یکی از شناخته شده‌ترین کارگردانانِ نسل جوان فیلم‌سازان روسیه در سطح بین‌المللی است که جایزه‌های زیادی را از جشنواره‌های مختلف دریافت کرده‌است. او توانست خیلی زود خود را به‌عنوان یک هنرمند برجسته در عرصه سینما معرفی‌کند. اولین فیلم او، «آخرین قطار»، برنده جایزه لوییجی دیلورنتیس از جشنواره بین‌المللی فیلم ونیز در سال ۲۰۰۳، و چند جایزه دیگر از سایر جشنواره‌ها شد. دومین فیلم بلند او، «گارپاستوم»، نیز دو سال بعد در بخش رقابت اصلی جشنواره ونیز به نمایش درآمد و با استقبال خوبی مواجه شد.
«سرباز کاغذی» یک موفقیت هنری بزرگ برای گرمن جونیور به‌شمار می‌رفت؛ این فیلم توانست شیر نقرهای جشنواره بینالمللی فیلم ونیز در سال ۲۰۰۸، به همراه جوایزی برای کارگردانی و فیلم‌برداری را از این جشنواره کسب کند. این فیلم، که به فیلم مورد علاقه جشنواره‌های مختلف تبدیل شده‌بود، یکی از بهترین و موفقترین تولیدات سینمای روسیه در سال ۲۰۰۸ لقب گرفت.
در سال ۲۰۱۵، فیلم «زیر ابرهای مغناطیسی»، توانست خرس نقره‌ای دستاورد برجسته هنریِ جشنواره بین‌المللی فیلم برلین را از آن خود کند، هم‌چنین از جشنواره آسیا پاسیفیک و سایر جشنواره‌ها نیز جوایزی دریافت‌کرد.

## فیلم‌شناسی
- آخرین قطار (۲۰۰۳)
- سرباز کاغذی (۲۰۰۸)
- اتصال کوتاه (۲۰۰۹)
- از توکیو (۲۰۱۱، فیلم کوتاه)
- زیر ابرهای الکتریکی (۲۰۱۵)
- دولاتوف (۲۰۱۸)